# Древнерусские надгробия
Русское средневековое надгробие (древнерусское надгробие) — архитектурные сооружения (надгробный крест, намогильный камень, надгробная плита) установленные на могилах для увековечения памяти умерших, на территориях Древней Руси (территория современных государств: Белоруссия, Россия, Украина) в XIII—XVII веках.

## Надгробные плиты
Надгробные плиты — самый распространённый в средневековой Руси тип памятника, отмечавшего место захоронения человека. История надгробных памятников включает в себя не только изменения их размеров, форм, рисунков на их внешней стороне, содержания и величины надписей. В процессе эволюции надгробных плит прослеживаются региональные различия, из которых можно узнать своеобразие отдельных видов плит, наличие центров по их производству и своеобразие изготовлявшихся в них изделий. В настоящее время для научного анализа доступны более четырёхсот памятников подобного рода. Конечно, следует учитывать, что значительная часть памятников (плит) дошла до нас в частичном (фрагментарном) состоянии.

### Типы и виды надгробных плит
Выделяют несколько типов надгробных плит — плиты трапециевидной формы, плиты прямоугольной формы, а также ладьевидные (с расширением в средней части) и брусчатые. У некоторых типов плит имеется несколько подвидов. В частности, плиты трапециевидной формы подразделяются на гладкие, плиты с треугольчатым орнаментом, плиты со жгутообразным орнаментом и плиты со смешанном орнаментом.
Весьма интересен (и пока недостаточно изучен) вопрос о возникновении традиции написания эпитафий на плитах, а также сами эпитафии (с точки зрения религиозной, этнокультурной и художественной). В настоящее время точная дата начала традиции написания эпитафий на надгробиях и гробах учёными не определена.

### Кресты, памятные знаки
Появление крестов и знаков нужно относить к периоду не ранее XIV—XV вв. В Новгородской земле хорошо известны каменные кресты, вмурованные в стены церквей, — так называемые закладные. Первоначально они были намогильными, о чём свидетельствует наличие ножек с шипами для закрепления их в валуны или плиты.

### Эпитафии
Появление надписей-эпитафий связано с последними годами XV — рубежом XV—XVI вв. Надписи наносились только на надгробиях и каменных саркофагах. Самое широкое распространение эти погребальные сооружения и намогильные памятники имели в указанное время в Москве и Подмосковье. Именно здесь появились и получили широкое применение и эпитафии.
Интересной представляется надпись, сделанная на надгробии, найденном в Смедынском монастыре (Смоленск). На одной стороне камня читается: «МЕСЯЦА ИЮЛЯ 3 ДЕНЬ ПРЕСТАВИСЯ РАБ БОЖИЙ ЗИНОВИЙ ЧЕРНОРИЗЕЦ», а на другой — год смерти монаха: «1271». Совершенно уникальным является то, что это редчайший пример датирования от Рождества Христова в памятниках средневековой Руси вплоть до XVIII века.